# Chimaera (zoologia)
Chimaera Linnaeus, 1758 è un genere di pesci cartilaginei, appartenenti alla famiglia Chimaeridae; comprende 14 specie conosciute comunemente col nome di chimere.

## Etimologia
Il nome del genere riprende la parola latina Chimaera che indica il mostro con corpo composto da parti di diversi animali. Si voleva quindi sottolineare l'aspetto fuori dal comune di queste specie.

## Descrizione

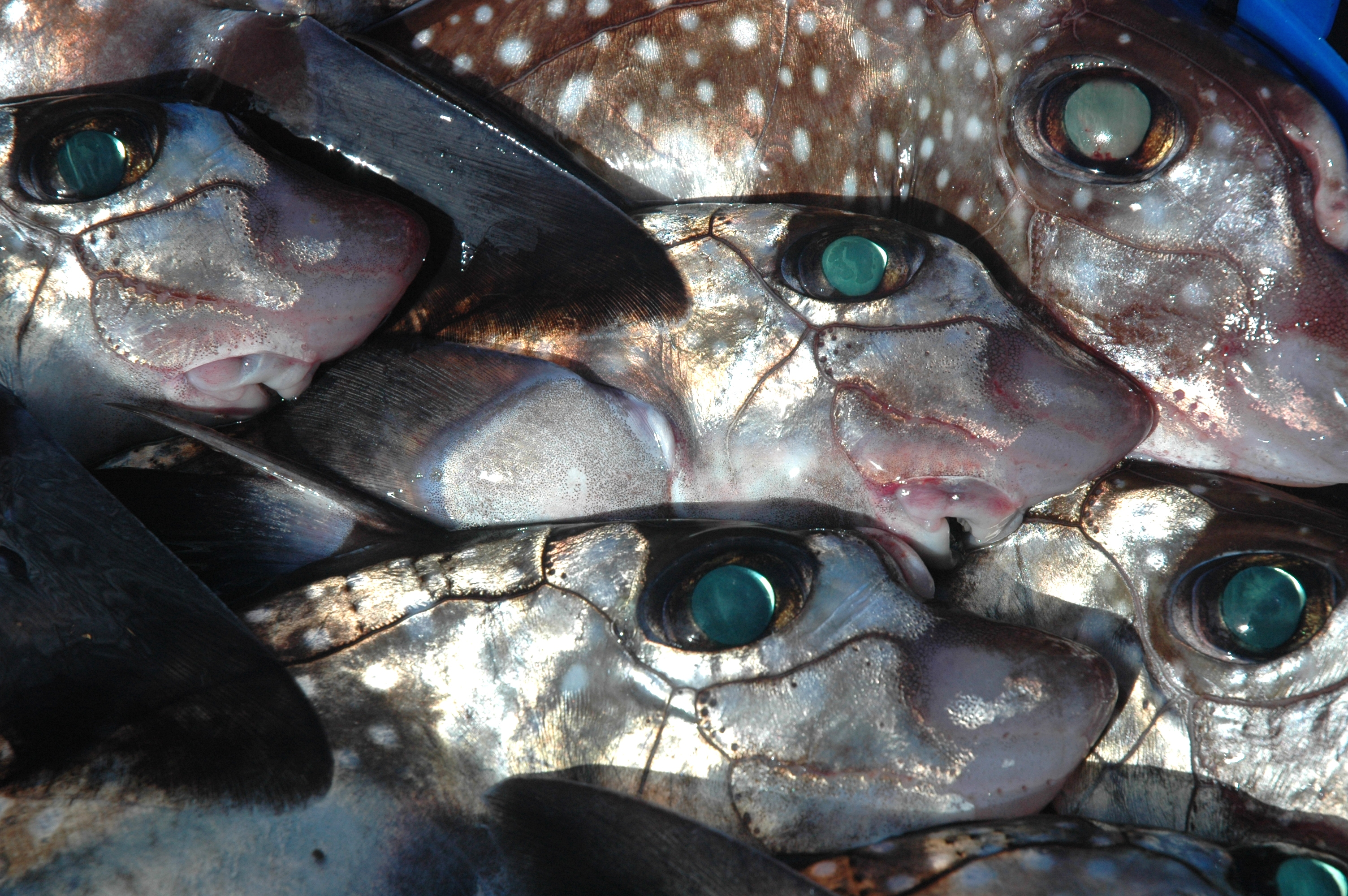
Particolare della testa

Le Chimere hanno un aspetto inconfondibile: presentano un muso arrotondato caratteristico, simile a quello di un coniglio, con occhi molto grandi di colore scuro e bocca abbastanza piccola. La prima pinna dorsale è alta ed è armata di una spina rigida molto evidente e connessa ad una ghiandola velenosa. La seconda dorsale è molto bassa e lunga; la pinna anale è piccola; la pinna caudale è piccola e termina con un lungo filamento. Le pinne pettorali sono molto grandi e sono a punta. Vi è dimorfismo sessuale: i maschi hanno un'appendice curva sulla fronte, chiamata clasper, che si ipotizza serva a trattenere la femmina durante la copula. Nonostante sia un condroitto è sprovvista di scaglie placoidi: presenta quindi una pelle nuda. I grandi occhi sono uno strumento utile per vedere a profondità elevate. Presenta una sola fessura branchiale per lato.
La livrea presenta un colore di fondo argenteo con macchie e strisce beige o bruno chiaro. Le pinne hanno un orlo scuro.
Le dimensioni variano dai 65 ai 150 cm di lunghezza, secondo la specie.

## Biologia

### Riproduzione
Avviene tutto l'anno ma con maggior frequenza in estate. La fecondazione è interna e le femmine depongono capsule ovigere lunghe fino a 17 cm, che daranno alla luce dei giovani già simili agli adulti.

### Alimentazione
Si cibano di invertebrati e piccoli pesci.

## Distribuzione e habitat
Queste specie sono diffuse nell'Oceano Atlantico tra l'Islanda e Norvegia fino all'Africa del nord e le isole Azzorre a est, mentre a ovest si spingono fino a Cuba e Bahamas.  Presenti anche nel mar Mediterraneo, sono invece rarissime nel mar Adriatico.
Vivono su fondi fangosi molto profondi, fino a 1700 m, anche se sono più comuni a 300-700 m.

## Tassonomia

### Specie
Il genere comprende 14 specie, alcune di recente descrizione:
- Chimaera argiloba Last, White & Pogonoski, 2008
- Chimaera bahamaensis Kemper, Ebert, Didier & Compagno, 2010
- Chimaera cubana Howell Rivero, 1936
- Chimaera fulva Didier, Last & White, 2008
- Chimaera jordani Tanaka, 1905
- Chimaera lignaria Didier, 2002
- Chimaera macrospina Didier, Last & White, 2008
- Chimaera monstrosa Linnaeus, 1758 	Rabbit fish
- Chimaera notafricana Kemper, Ebert, Compagno & Didier, 2010
- Chimaera obscura Didier, Last & White, 2008
- Chimaera opalescens Luchetti, Iglésias & Sellos, 2011
- Chimaera owstoni Tanaka, 1905
- Chimaera panthera Didier, 1998
- Chimaera phantasma Jordan & Snyder, 1900

## Pesca e conservazione
Questi pesci non hanno alcun valore alimentare o commerciale dato che le carni non sono commestibili ma ciò nonostante si catturano accidentalmente con le reti a strascico, soprattutto per la cattura dei gamberi e con i palamiti. Si tratta di specie a lenta riproduzione e queste catture accidentali possono mettere in serio pericolo le popolazioni.

## Pericolo per l'uomo
La puntura del raggio spinoso della prima pinna dorsale provoca forti dolori.